# Euchroea abdominalis
Euchroea abdominalis är en skalbaggsart som beskrevs av Hippolyte Louis Gory och Achille Rémy Percheron 1835. Euchroea abdominalis ingår i släktet Euchroea och familjen Cetoniidae. Utöver nominatformen finns också underarten E. a. freudei.